# Sinéad (singolo)
Sinéad è un singolo del gruppo musicale olandese Within Temptation, pubblicato nel 2011 ed estratto dall'album The Unforgiving.

## Tracce
- Download digitale

1. Sinéad (single version) – 3:52
2. Sinéad (VNV Nation remix) – 6:30
3. Sinéad (Scooter remix) – 3:46
4. Sinéad (Groove Coverage remix) – 4:53
5. Sinéad (Groove Coverage remix-edit) – 3:35
6. Sinéad (VNV Nation remix-edit) – 3:56